# Diameter op borsthoogte

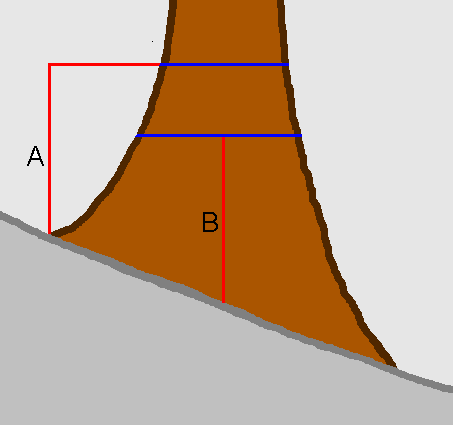
Twee methoden om de dbh te meten

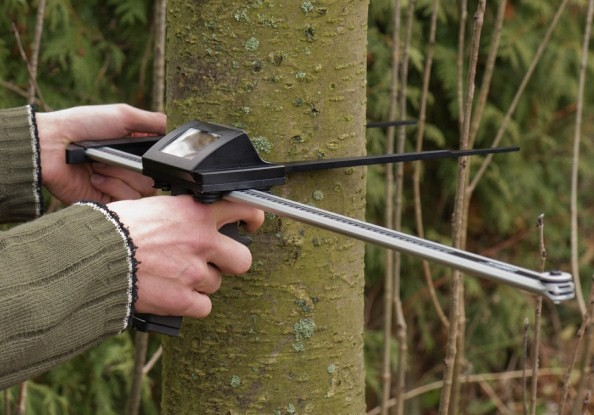
Bepalen van de dbh met een elektronische meetklem

De diameter op borsthoogte, veelal afgekort als dbh, is een standaardmethode om de dikte van de stam van een boom te bepalen.
De diameter wordt gemeten op de hoogte van de borst van een volwassen persoon. Hoe hoog dit is verschilt van land tot land. In Europa, Australië en Canada wordt 1m30 aangehouden, in de Verenigde Staten, Nieuw-Zeeland, Myanmar, India, Maleisië en Zuid-Afrika 1m40. Voorheen werd in sommige landen een hoogte van 4,5 voet (1m37) gebruikt. Sierbomen worden gewoonlijk op 1m50 gemeten.
Sommige wetenschappers vinden het beter om een notering als D130 te gebruiken als op 1m30 gemeten wordt, om verwarring te voorkomen.
Als de boom op een hellend terrein staat, geldt de hoogte vanaf het hoogste punt waar de grond de stam raakt (A). Soms wordt echter het gemiddelde van het hoogste en het laagste punt gebruikt (B). Als de stam juist op borsthoogte een verdikking heeft, wordt onder deze verdikking gemeten.
De methode om de dbh te meten is met een meetklem. Tegenwoordig zijn er ook elektronische meetklemmen die de informatie per bluetooth kunnen doorgeven aan een computer. Een indirecte manier om de dbh te meten is door met een meetlint de omtrek te bepalen en dan door {\displaystyle \pi } (3,14) te delen. Dit geeft echter alleen een exact antwoord als de stam precies rond is.
De dbh wordt gebruikt om de leeftijd van een boom te schatten. Ook kan hiermee de hoeveelheid hout van de boom geschat worden. Door de hoogte van de boom te delen door de dbh kan men een indruk krijgen van de stabiliteit van de boom.